# (36030) 1999 NR59
1999 NR59 (asteroide 36030) é um asteroide da cintura principal. Possui uma excentricidade de 0.11059460 e uma inclinação de 20.45629º.
Este asteroide foi descoberto no dia 13 de julho de 1999 por LINEAR em Socorro.